# Zuzana Jungerová
Zuzana Jungerová (23. ledna 1922 - srpen 2008) byla slovenská a československá politička Komunistické strany Slovenska a poslankyně Sněmovny národů Federálního shromáždění za normalizace.

## Biografie
XII. sjezd KSČ ji zvolil za členku Ústředního výboru Komunistické strany Československa. V letech 1963-1966 se uvádí jako účastnice zasedání Ústředního výboru Komunistické strany Slovenska. K roku 1971 se profesně uvádí jako dělnice.
Ve volbách roku 1971 zasedla do slovenské části Sněmovny národů (volební obvod č. 143 - Rožňava, Východoslovenský kraj). Ve FS setrvala do konce funkčního období, tedy do voleb roku 1976.